# غضب الدب الأشيب (فلم)
غضب الدب الأشيب (بالإنجليزية: Grizzly Rage) هو فيلم حركة ومغامرة ورعب تم إنتاجه في كندا وصد سنة 2007 بطولة تايلر هوكلِن وكيت تود ومن إخراج ديفيد ديكوتو.

## القصة
بعد قتل شبل الدب عن طريق الخطأ أثناء الاحتفال بالتخرج في الغابة، أصبح أربعة مراهقين هدفًا لدب يبدو أنه لا يمكن إيقافه.

## الميزانية والإيرادات
كلف الفيلد قرابة 2 مليون دولار.

## وصلات خارجية
مقالات تستعمل روابط فنية بلا صلة مع ويكي بيانات